# 沙羅曼蛇

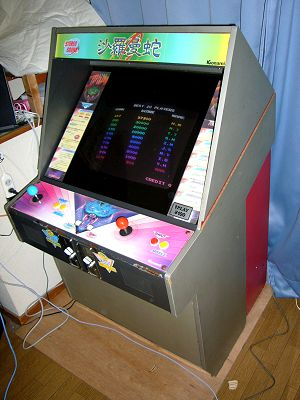
専用筐体（アップライト型）

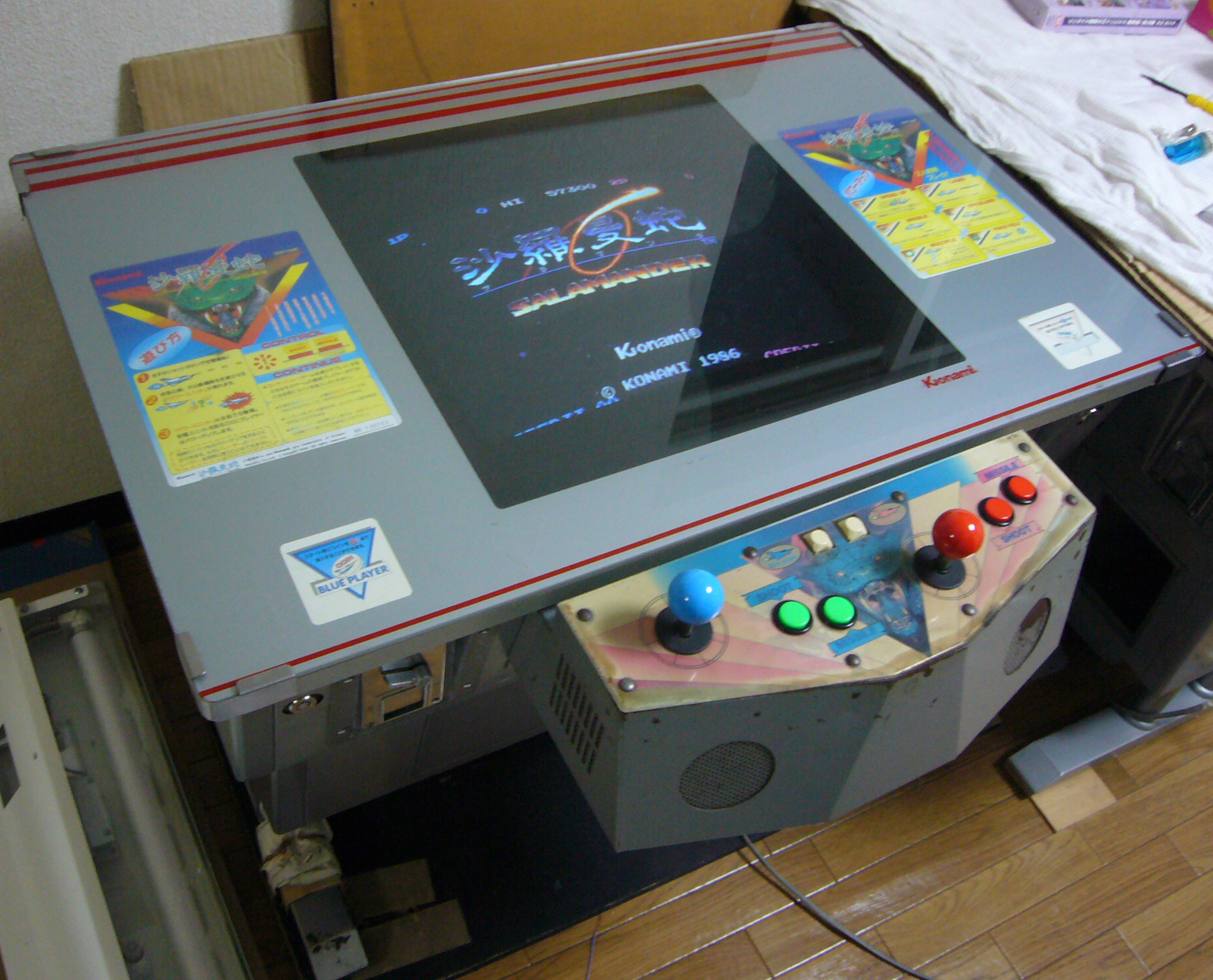
専用筐体（テーブル型）

『沙羅曼蛇』（SALAMANDER、サラマンダ）は、コナミが開発し1986年より稼働開始したアーケードゲーム用縦横両スクロールシューティングゲーム。
本作の日本国外版の名称は『Life Force』となっているが、この名称の作品は2種類存在する。1つは背景の一部を差し替えて国外向けに販売されたもの（タイトル画面に「STEREO SOUND」の表記がある）、もう1つはその国外版を基に多数のアレンジを施し、日本国内向けに稼動されたものである（こちらの詳細は『ライフフォース』を参照）。なお、国外版ではボイスの追加、ストーリー説明の追加などの改変がある。

## 概要
『グラディウス』（1985年）稼働の翌年にリリースされた作品であり、一連のシリーズ（グラディウスシリーズ）の中では続編に当たる。ただしストーリー的には『グラディウスII -GOFERの野望-』（1988年）が続編に該当し、以降も多数のシリーズ作が登場している。
ステレオ対応のFM音源サウンドや、場面に合わせたボイス（合成音声）、プロミネンスに代表されるグラフィックや演出効果が話題を呼んだ。当時はステレオ対応筐体が皆無だったこともあり、2Dシューティングゲームとしては異例である専用筐体販売が行われた。そのため流通数が少なく、当初はプレイ待ちの行列がいたるところで見られた。

### 沙羅曼蛇シリーズ
本作は「グラディウスシリーズ」の一角を担う存在だが、そちらとは別に本作の続編として『沙羅曼蛇2』（1996年）が製作された。前述した日本版『ライフフォース』も含めて「沙羅曼蛇シリーズ」を形作る3作品は、PlayStation・セガサターンでリリースされたオムニバスソフト「沙羅曼蛇 DELUXE PACK PLUS」にて全作が収録。どれらの作品もオリジナルにほぼ忠実に移植された。
その後、PSPで、さらに別作『XEXEX』とシークレットタイトルを含めた5作が「沙羅曼蛇 ポータブル」としてリリース。PlayStation 4、Nintendo Switchではダウンロード専売のレトロゲームシリーズ「アーケードアーカイブス」において、本作と日本版『ライフフォース』、北米版『ライフフォース』3作がひとまとめにされる形で移植、配信されている。
2025年8月に発売された『グラディウス　オリジンコレクション』ではアーケードで登場した沙羅曼蛇シリーズ3作品も含めて収録されたほか、完全新作の『沙羅曼蛇3』も制作されて収録されている。
※ なお、以下の本文中において特に断り書きがない場合は、AC版についての解説である。これを元にした各種移植作品についての詳説は他機種版の項目を参照。ただしMSX版に関してはAC版などと共通する要素がタイトルとBGMくらいで、ステージ構成など多数の要素が大幅に変更されているため、別項「沙羅曼蛇 (MSX)」が作られている。MSX版の詳しい内容は、そちらの項目を参照。

## ゲーム内容

### システム
8方向レバーと2ボタン（ショット、ミサイル）で、1P側がビックバイパー（青）、2P側がロードブリティッシュ（赤）を操作する。全6ステージで、奇数面が横スクロール、偶数面が縦スクロールである。
2人同時プレイが可能であり、ステージ6以外であれば途中参加ができる。コンティニューはできず、コインを投入することで上限はあるが残機が増える仕様。得点による残数の増加はない。ループゲームで、周回数を重ねるごとに地形が変わるほか、3周目以降は倒した敵機が弾を撃ち返すようになるなど、10周目まで難度が上がり続ける。
パワーアップは、『グラディウス』のカプセルストック制ではなくアイテム制になっている（ファミコン（以下FC）版、MSX版はカプセルストック制。各移植版の項も参照）。自機が破壊されても画面が切り替わることもなくその場で復帰し、ゲームは続行される。このような違いから、グラディウスシリーズの中でも異質な作品となっており、『グラディウス』とは一味違った独自のシステムとなっている。
なお、パワーアップが『グラディウス』と同じカプセルストック制になった『ライフフォース』（前述の通り、元々は沙羅曼蛇の海外バージョン名であり、国内版と海外版の2種類で内容が異なる）も発売されている。

### パワーアップ
パワーアップの構成は『グラディウス』と似ているが、パワーアップの方法はそれぞれの装備に該当するアイテムを取得することによって行う。本作ではアイテムのことをパワーユニットと称する。パワーユニットは特定の敵（ほとんどの場合、赤い色違いの敵）を倒すことによって出現する。なお、このパワーユニットを持った敵の出現位置はすべて固定であるが、数はプレイによって異なる。プレイされない間のデモンストレーション中に各パワーユニットの説明が表示される。

#### パワーユニットとその効果
各装備の細かい性能や補足事項などについては#パワーアップの制約・固有性能で解説する。特記ないものは1段階しかパワーアップしないが、いずれもパワーアップ限界数を越えて取っても得点にはなる。
スピードアップ (SPEED UP)
自機の移動速度が上がる。最大5速。
ミサイル (MISSILE)
横スクロール時は上下、縦スクロール時は左右にミサイルを発射。地形に接触すると地表を滑走するほか、壁を登る性能もある。前作『グラディウス』と同様、地上のハッチを一撃で破壊できる。ステージ4と6に限り、画面奥の方向にもミサイルを投下するが、こちらは地表を滑走する性能はない。
リップルレーザー (RIPPLE LASER)
徐々に拡大するリング状レーザーを前方に発射。貫通力なし。レーザーとは排他選択であり併用できない。
レーザー (LASER)
威力が高く雑魚敵を貫通する螺旋模様のレーザーを前方に発射。リップルレーザーとは排他選択であり併用できない。
マルチプル (MULTIPLE)
自機と同じ武装を持ち、自機を追うように動く無敵の発光体。自機の攻撃と同じ攻撃をする。最大4つまで装備可能。グラディウスシリーズでいうところの「オプション」。マルチプルという名称自体はグラディウスの海外版『ネメシス（NEMESIS）』で使用されており、日本国内シリーズでは本作が初出である。
フォースフィールド (FORCE FIELD)
一定の方向に敵の攻撃を防ぐバリア。最大4つ（実質3つ）装備可能。詳細は後述を参照。

#### パワーアップの制約・固有性能
- スピードアップのアイテムを2つ取得すると自機後方のアフターファイアが一回り大きくなる。
- ミサイルは特定の障害物（2, 5面の岩、3, 6面のボスなど）に撃ち込むことで、その障害物の当り判定を消すことが可能。
- ステージ4と6で発射可能な下方向（画面奥）へ投下するミサイルは空中の敵機を破壊することができる。また、発射から一定時間後に着弾し爆発するが、この爆発を画面奥に描かれる特定の地上物にヒットさせるとそれを破壊できる。
- メインウェポンで一番弾速が速い装備はリップルレーザー。
- リップルレーザーの地形との接触判定はレーザーの中央付近にしかないため、拡大した状態であっても中央付近が地形と接触していない限りは消滅しない。
- レーザーの当たり判定は、『グラディウス』同様、上下に幅広い攻撃判定を持つため、見た目よりも広い範囲に攻撃することができる。
- レーザーはシリーズ他作品（ライフフォースを除く）と違い、ショットボタン連打で細切れ状に連射できる。ただし、どれも自機の位置（奇数面では自機の高さ、偶数面では左右）に合わせて同一射線上を移動するので連射することに意味はない。
- 自機が破壊されると、装備していたマルチプルは全てアイテムとなり、スクロールと共に流れていく。復帰した自機が回収すれば再度装備される。ただしこのマルチプルのアイテムは取得しても得点は加算されない。
- マルチプルは2人同時プレイ時では、2人合わせて4つまで装備可能。
- マルチプルには「マルチプルの間隔がマルチプルを展開する画面の位置で変わる」・「追従が自機から近い順にワンテンポずつ遅れる」など、他シリーズのオプションにはない癖がある。そのため、「ゴム紐オプション」などといった愛称で呼ばれることもあった。
- フォースフィールドはアイテムが1周回中で3つしか出現しないため、最大装備数は実質3つ[注釈 2]。
- フォースフィールド装着順序は、前方→上（縦スクロール時：左）→下（縦スクロール時：右）→後方。1つでもダメージを受けて解除された場合は前述の装着順序が優先順位となって消えた所から装着し直される。
- フォースフィールドは、1周回中最初に装着したものと、それ以降に装着したもので性能が以下のように変化する。共通事項としては、触れた敵機にダメージを与える、地形と接触しても耐久力は削られない[注釈 3]、ゲーム難度は装備しているフォースフィールドの数に従って上昇することが挙げられる。
  - 1周回中最初に装着したフォースフィールドは敵弾を防ぐ。フォースフィールドがアイテムに接触するとそのアイテムを取得することができる。しかし、アイテムとの接触によってもその耐久力が減らされる。
  - 上記以降に装着したフォースフィールドは敵弾を防がない。アイテムを取得する効果も消滅し、アイテムとの接触によってその耐久力が減らされることもない。左右と後ろに装着するフォースフィールドは、自動的にこちらの性能のものになる。
  - 前者のフォースフィールドを使い切る前に自機が破壊された場合、次に装着したフォースフィールドは前者の性能となる。

### 2人同時プレイ
発売された当時としては画期的な2人同時プレイを実現している。1P側（ビックバイパー、青色の機体）と2P側（ロードブリティッシュ、赤色の機体）で、それぞれグラフィックは全く異なるが性能に違いはない。
双方の機体は互いに重なることができず、ぶつかると相手の機体を押すことになる。押された結果、地形に接触してしまうとミスとなるため、狭い場所では左右に少し動くときでさえ相手の位置に注意しなければならなかった。これはAC版『沙羅曼蛇』やこれを忠実に移植した作品のみの現象で、国内版『ライフフォース』やFC版などではこの現象は起きない。また、押された側のマルチプルは移動しないので、通常ではできないような自機とマルチプルの距離の開け方も可能であり、2人同時プレイの場合はこれを利用してボス戦に有利なフォーメーションを取るなどといった使い方もあった。
前述の通り、2人同時プレイの場合であってもマルチプルを装備可能な最大数は画面内に4つまでである。片方のプレイヤーが1つ以上装備すると、もう片方のプレイヤーはその個数分だけ装備可能なマルチプルの個数は減る。片方が4つ装備するともう片方のプレイヤーは1つも装備できない。

### 難易度
敵の出現位置、攻撃方法、アイテムの場所などは完全に固定されており、安全地帯も多いため、パターン化によって攻略法を確立できる。
なお、本作では『グラディウス』とは異なり、再開時に一定の場所まで戻されることはなくその場で復活し、復活後、装備していたマルチプル（オプション）が回収可能である。そのため、低次周ならばミスした場合でも『グラディウス』よりは復活が容易な場面が多い（ただし、高次周だと逆になってしまう）。復活時は数秒間の無敵時間があるが、すべての装備を失ってしまうため、その無敵時間を活用して立て直すことは困難であった。
2周目以降は周回数によって地形（奇数周と偶数周で1面の盛り上がる地形の場所や、3面のプロミネンスの噴出する場所や組み合わせ）が変わったり、周回を重ねる毎に撃ち返し弾が増えていくなど、最終的には尋常でないほどの攻撃をしてくるようになり、高次周では一度ミスすると復活は極めて困難になる。
なお、4面最後の地上ハッチなど、一旦破壊されるとその後のプレイではボスが攻撃をしてこないため、プレイ条件は常に一定ではない。

### 演出
先述の通り、グラフィックやステレオサウンドが特徴として挙げられる。さらにシリーズを通じて初めて「声（英語）」による演出を行っている。主に、武器をゲームプレイの最初に装備した時、ステージの切り替わり、ボス戦の直前に発せられる。ミサイルを装備していない時にミサイルショットボタンを押すと音声で注意される演出もある。ただし、これら音声の演出は、周囲で他のゲームが稼働しているゲームセンターなどでは聞きとりづらく、さらに低音質だったため、聞き流されることがほとんどだった。
この「声」の演出は、以降のグラディウスシリーズにも標準的に採用される。

## 設定

### ストーリー
美しい輝きを放つ水の惑星ラティスには、太古より伝わる炎の予言があった。
「千光年の彼方より、炎の海に棲む巨大な竜が目覚める時、狂気のフォースが迫り来て、天地は闇に飲み込まれ、やがて光は打ち砕ける」 
強大な勢力で侵略を続けるバクテリアン星団、サラマンダ軍の進行が惑星ラティスへと及んだ。サラマンダ軍の猛攻にラティス軍は為す術もなかった。惑星ラティスの王子は、自分の名前を付けた時空戦闘機「ロードブリティッシュ号」に自ら乗り込み、敵との戦闘を行ったが満身創痍で脱出し、かつてバクテリアン軍団を打ち破ったと言われる惑星グラディウスに救援を求めた。
報告を受けた惑星グラディウス軍の勇者は、ロードブリティッシュ号を伴い強大な支配力を持つサラマンダ軍の母星へと飛び立つため、超時空戦闘機「ビックバイパー」を発進させる。

### ステージ構成
本作品最大の特徴であり、『グラディウス』と比べて最大の違いが、スクロール方向が横だけではなく縦にもなる点である。これにより本作品の戦略性が高まっている。スクロール方向により装備の性能が変わったり、自機の当り判定が変わるなどの要素も含まれている。また、『グラディウス』に比べて、スクロール速度が速い。
装備面ではミサイルがその影響を多大に受けており、『グラディウス』に比べて大きく変更されている。横スクロールでは上下、縦スクロールでは左右と、同時に2方向へ発射可能となっている。また2面を除く縦スクロール面では前方画面奥側にも発射するが、これは空間のリアルさを表現する手法に留まらず、画面奥の一部の地上物を破壊することもできた。
| Stage   | 内容             | 解説 | ボス                      |
| ------- | ---------------- | --- | ------------------------- |
| 1（横） | 増殖性細胞       | 巨大な生命体の内部のようなステージ。増殖する細胞により壁面が盛り上がってきたり、再生する壁面で覆われショットで破壊しないと進めないエリアなどがある。                                                    | ゴーレム                  |
| 2（縦） | 隕石空域         | 大量の隕石が浮遊しているステージ。地形は存在せず、破壊不能の隕石を回避しながら進む。 | 巡洋艦テトラン            |
| 3（横） | 高密度エネルギー | 生命エネルギーが炎となって噴き出しているステージ。出現する敵キャラクターもほとんどが炎タイプ。 ステージ開始直後の空中戦以外でアイテムが一切出現しない唯一のステージ。                                   | イントルーダ              |
| 4（縦） | 地底火山         | グラディウスの火山ステージを縦にしたようなステージ。左右に配置された火山から火山弾が降り注ぐ。 | 要塞ヴァリス              |
| 5（横） | 小惑星           | 小惑星帯で戦闘機の編隊と戦う。このステージもステージ2同様に地形がない。 | 空母デス                  |
| 6（縦） | 要塞地帯         | 前半は都市上空で、中ボスはビッグコア。後半は要塞内部だが、道中にモアイが出現する。 最終ボスを撃破してもステージ6のクリアとはならず、うまく操作して要塞を脱出する必要がある。ある条件を満たすとZAPする。 | ビッグコア ゼロスフォース |

## キャラクター

### 主要敵キャラクター
ベルベルム
全ステージに登場する編隊雑魚。前作に登場するファンに相当するが、登場頻度と動きのバリエーションの多さから、ガルンやビーンズも兼ねた存在で敵の主力戦闘機。赤と灰色の2種類がおり、赤の編隊は全滅させるとパワーアップアイテムが出現する。縦スクロール面に登場するものをベルベルムIIとする記述もある。
デスハンド
ステージ1に登場する触手。壁面から突如として発生する。弱点は赤い部分。
オクタ
ステージ1に登場する生物タイプの移動砲台。壁面を移動しながら弾を発射してくる。
スパルグ
ステージ1に登場する生物タイプの固定砲台。
スワァーム
ステージ1に登場するアメーバ状の敵。
シャープ・クロッサー
ステージ1中盤に登場する血の付いた巨大な牙。上下の地形から運動をして自機の行く手を阻む。破壊不能。
ウルグ
ステージ1終盤に登場する中型雑魚。見た目はただの肉塊で、網目細胞地帯で何もせずに浮遊している。弾を撃ち込むと肥大化した末に潰れる。高次周になると通常弾を出すようになる。
ケピット
ステージ2, 5, 6に登場する戦闘機。動きから前作のルグルに相当する。動きが前作に比べ遅い。
アムカケムドミラ
ステージ2, 6に登場。高速で飛来し、画面上部で静止し弾を撃った後、飛び去る。
ファイアーガイスト
ステージ2, 5に出現。一列編隊で出現して自機正面に軸を合わせるように動き、撃つとフォースフィールドでも防げない分裂弾を高速で打ち返す。
サンダーミュー
ステージ2, 5に出現する中型の敵。直接攻撃は行なわないが、画面をフラッシュさせてプレイヤーを眩惑させる。ステージ2, 5は各々スクロール方向が違うが、どちらでも同じ向きで出現する。
フェニックス
ステージ3に出現する火の鳥。前方・炎の海から出現し、羽ばたきながら前進してくる。大きさは色々あるが、耐久力はどれも同じ。
ファイヤープラネット
ステージ3に登場する火球。炎の海から出現して、自機に対して突進してくる。
ウグ
ステージ4に登場する戦闘機。画面奥のハッチから上昇して来る。
グレムリン
ステージ4に登場する移動砲台。前作のダッカーに相当。出現パターンは、すでに両端の壁にいるか、ハッチから出撃するかのいずれかである。
バルガニス
ステージ4に配置された固定砲台。高速のミサイル（相殺可能）を連射してくる。
ドーム2331
ステージ4に配置されたドーム状のハッチ。グラディウスシリーズのハッチは空中物を出すことが多いが、これは地上物（グレムリン）を発進させる珍しいタイプ。
ファランクス
ステージ5に登場する中型機。耐久力があり、倒すと数発の誘導ミサイル（これも破壊可能）を打ち返し弾のように発射。丸腰では破壊不能と言ってもよい。
ザブII
ステージ5後半に出現する時空間移動爆雷。前作のザブとは異なり自機を中心とした円周上に出現し、（自機ではなく）円の中心に突入して消失する。
グロブダー
ステージ6に登場する対空砲火。破壊不能。
クリスタムボム
ステージ6に登場する敵。大量に出現し、3色に光りながら突進してくる。
ドラム
ステージ6に配置された固定砲台。扇状に最大8方向に弾を発射する。
アイアンメイデン
ステージ6に登場する敵。前作に登場したものと名前こそ同じだが、小型化されているうえ、耐久力も他の小型ザコ敵と同じ。『ライフフォース』では、グラフィックが小型のモアイに変わっている。
モアイ
ステージ6後半に出現。この作品のモアイはジャンプをしながらイオンリングを放つ。

## 他機種版
※表における「KDE」は、現在コナミの家庭用ゲームソフト事業を担うグループ会社「コナミデジタルエンタテインメント」の英略称。
| タイトル                                          | 発売日                                     | 対応機種                                                 | 開発元                        | 発売元                     | メディア                                | 型式                        | 備考 |
| ------------------------------------------------- | ------------------------------------------ | -------------------------------------------------------- | ----------------------------- | -------------------------- | --------------------------------------- | --------------------------- | --- |
| 沙羅曼蛇                                          | 1987年9月25日 1988年8月 1989年11月22日     | ファミリーコンピュータ                                   | コナミ開発2課                 | コナミ                     | 1メガビット+64キロRAM ロムカセット      | RC821 NES-LF-USA NES-LF-EEC | |
| 沙羅曼蛇                                          | 1987年12月26日 1989年                      | MSX                                                      | コナミ開発3課                 | コナミ                     | 1メガビットロムカセット                 | RC758                       | |
| 沙羅曼蛇                                          | 1988年10月                                 | X68000                                                   | SPS                           | シャープ                   | 5インチフロッピーディスク               | CZ-218AS                    | |
| Life Force Salamander                             | 1988年                                     | Amstrad CPC コモドール64 ZX Spectrum                     | Imagine Software              | Imagine Software           | フロッピーディスク                      | -                           | 北米ではコモドール64版のみ発売 |
| 沙羅曼蛇                                          | 1991年12月6日                              | PCエンジン                                               | コナミ                        | コナミ                     | 2メガビットHuCARD                       | KM91002                     | |
| 沙羅曼蛇 DELUXE PACK PLUS                         | 1997年6月19日                              | セガサターン                                             | KCET                          | コナミ                     | CD-ROM                                  | VS057-J1 (T-9520G)          | アーケード版の移植 |
| 沙羅曼蛇 DELUXE PACK PLUS                         | 1997年7月3日                               | PlayStation                                              | KCET                          | コナミ                     | CD-ROM                                  | VX057-J1 (SLPM-86037)       | アーケード版の移植 |
| 沙羅曼蛇                                          | 2002年8月1日                               | J-スカイ                                                 | コナミ                        | コナミ                     | ダウンロード （コナミ J-APPLI）         | -                           | アーケード版の移植 |
| 沙羅曼蛇                                          | 2003年05月23日                             | 505iシリーズ （iアプリ）                                 | コナミ                        | コナミモバイル・オンライン | ダウンロード （コナミネットDX）         | -                           | アーケード版の移植 |
| 沙羅曼蛇                                          | 2006年4月7日                               | Windows                                                  | コナミ                        | アイレボ                   | ダウンロード (i-revo)                   | -                           | ファミリーコンピュータ版、MSX版、PCエンジン版の移植                                                                                                   |
| 沙羅曼蛇 ポータブル                               | 2007年1月25日                              | PlayStation Portable                                     | エムツー                      | KDE                        | UMD                                     | VP031-J1                    | アーケード版の移植 |
| 沙羅曼蛇                                          | 2007年7月21日                              | PlayStation 3 PlayStation Portable (PlayStation Network) | コナミ                        | KDE                        | ダウンロード （ゲームアーカイブス）     | NPJJ-30030                  | PCエンジン版の移植 |
| 沙羅曼蛇                                          | 2007年9月11日                              | Wii                                                      |                               | KDE                        | ダウンロード （バーチャルコンソール）   | PASJ                        | PCエンジン版の移植。 |
| 沙羅曼蛇 ポータブル コナミ・ザ・ベスト            | 2008年3月13日                              | PlayStation Portable                                     | エムツー                      | KDE                        | UMD                                     | VP031-J2                    | アーケード版の移植、廉価版 |
| 沙羅曼蛇                                          | 2008年12月24日 2009年2月16日               | Wii                                                      |                               | KDE                        | ダウンロード （バーチャルコンソール）   | FENJ FENE                   | ファミリーコンピュータ版の移植。 |
| 沙羅曼蛇 ポータブル                               | 2009年7月30日                              | PlayStation Portable (PlayStation Network)               | エムツー                      | KDE                        | ダウンロード                            | -                           | アーケード版の移植 |
| 沙羅曼蛇                                          | 2010年1月12日                              | Wii                                                      |                               | KDE                        | ダウンロード （バーチャルコンソール）   | XAQJ                        | MSX版の移植。 |
| PC Engine GameBox                                 | 2010年12月20日                             | iOS                                                      |                               | ハドソン                   | ダウンロード                            | 406585960                   | PCエンジン版の移植 |
| 沙羅曼蛇                                          | 2013年2月20日 2013年12月19日 2014年1月23日 | ニンテンドー3DS                                          |                               | KDE                        | ダウンロード （バーチャルコンソール）   | TBZJ TBZP TBZE              | ファミリーコンピュータ版の移植 |
| 沙羅曼蛇                                          | 2013年6月3日                               | ひかりTVゲーム                                           | コナミ                        | KDE                        | クラウドゲーム                          | -                           | PCエンジン版の移植 |
| 沙羅曼蛇                                          | 2013年6月20日                              | G-cluster                                                | コナミ                        | KDE                        | クラウドゲーム                          | -                           | PCエンジン版の移植 |
| 沙羅曼蛇                                          | 2014年3月3日                               | Windows                                                  |                               | D4エンタープライズ         | ダウンロード （プロジェクトEGG）        | -                           | PCエンジン版の移植 |
| 沙羅曼蛇                                          | 2014年10月8日 2014年8月21日 2014年9月18日  | Wii U                                                    |                               | KDE                        | ダウンロード （バーチャルコンソール）   | FC9J FC9E FC9P              | ファミリーコンピュータ版の移植 |
| 沙羅曼蛇                                          | 2014年10月22日                             | Wii U                                                    |                               | KDE                        | ダウンロード （バーチャルコンソール）   | PNVJ                        | PCエンジン版の移植 |
| 沙羅曼蛇                                          | 2015年5月19日                              | Windows                                                  |                               | D4エンタープライズ         | ダウンロード （プロジェクトEGG）        | -                           | MSX版の移植 |
| 沙羅曼蛇                                          | 2015年11月27日 2016年3月29日 2016年4月26日 | PlayStation 4 (PlayStation Network)                      |                               | ハムスター                 | ダウンロード （アーケードアーカイブス） | CUSA-03575 CUSA-03716       | アーケード版の移植 北米版『LIFE FORCE』と日本版『LIFE FORCE』を同時収録                                                                               |
| 沙羅曼蛇                                          | 2016年1月20日                              | Wii U                                                    |                               | KDE                        | ダウンロード （バーチャルコンソール）   | MNLJ                        | MSX版の移植 |
| アーケードクラシックス アニバーサリーコレクション | 2019年4月18日                              | Nintendo Switch PlayStation 4 Xbox One Steam             | ハムスター ゴッチテクノロジー | KDE                        | ダウンロード                            | -                           | 本作も含むアーケードゲーム8作品を収録したオムニバスソフトの1作として収録。 アップデートにより英語版(LIFE FORCE)が追加。                               |
| 沙羅曼蛇                                          | 2020年2月27日                              | Nintendo Switch                                          |                               | ハムスター                 | ダウンロード （アーケードアーカイブス） | -                           | アーケード版の移植 北米版『LIFE FORCE』と日本版『LIFE FORCE』を同時収録                                                                               |
| PC Engine Core Grafx mini TurboGrafx-16 mini      | 2020年3月19日                              | PCエンジン mini                                          | エムツー （移植担当）         | KDE                        | プリインストール Amazon.com専売         |                             | 本作も含むPCエンジン版ソフト58作品の1作として収録。また、よりアーケード版に近い移植の改良版の『沙羅曼蛇 near Arcade』も収録（裏技によりプレイ可能）。 |
| グラディウス オリジン コレクション                | INT 2025年8月7日                           | PlayStation 5 Nintendo Switch Xbox Series X/S Steam      | エムツー                      | KDE                        | ダウンロード                            | -                           | アーケード版の移植 |

### ファミリーコンピュータ版
『沙羅曼蛇』初の家庭用移植作品。ハードウェアの制約からアーケード版 (AC版) から大きくアレンジされているが、コナミが独自開発した特殊チップ VRCIII の搭載により前作FC版『グラディウス』よりオプションの装備可能数が増え、大型ボスも登場している。外殻が半透明で内部の基板が見えるスケルトンカセットを使い、それをアピールしたTVCM（後に、発売延期を告知したバージョンのCMもあった）や、『グラディウス』の正統続編ということで話題を呼び、ファミリーコンピュータMagazineの集計では初登場の売り上げ1位に輝いている。以下、AC版からの変更点。
- 自機のグラフィックは1P2P共に全く同じで、色のみ異なる。
- パワーアップシステムは『グラディウス』同様のパワーカプセル方式に変更されている[11]。1Pと2Pのゲージの並びは同じ。
- 前作『グラディウス』で不評だった短いレーザーは前作同様スプライトを用いた描画であるが、デザインを破線状に変更し、明滅させることで擬似的に長いレーザーを実現している。ゲーム中で使う機会はほとんど無いが、自機の上下移動で障害物越しに標的へレーザーを当てる、レーザーワインダーもFCで初めて再現。
- スピードアップは、10段階まで可能である[11]。
- ミサイルとレーザーは2段階のパワーアップが可能で、2段階目は弾速が上がる[11]。
- マルチプルの名称はオプションになっている[11]。
- オプションは1Pと2P合わせて3つまで付けられる[11]。
- フォースフィールドはFC版『グラディウス』同様に全方位バリアで、グラフィックが後のAC版『グラディウスII』の物に近くなっている。ただし、FC版の方が『グラディウスII』より前に発売されているので、バリアが機体を包む外見のフォースフィールドは本作が初登場となる。
- ボイス（合成音声）はなし。
- ステージ6のボス、ビッグアイを倒し損ねたまま脱出するとステージ4からやり直しになる。そのため点数はゲームクリア時の目安に当てはまらなくなった。
- スクロール速度はグラディウスと同じぐらい。
- ステージ1，2では破壊可能な壁面中の固定箇所に1upカプセル[12]やボーナス、パワーカプセルが隠されている。
- ステージ構成はアレンジされており、オリジナルのステージやボスも登場する。隕石面（AC版のステージ2，5）は削除され、ステージ2がAC版ステージ4に差し替えられ、ステージ4とステージ5は完全にオリジナルである[11]。ステージ4にAC版ステージ5のBGM（Burn the Wind）、ステージ5に『ライフフォース』ステージ2のBGM（Thunderbolt）が使われており、AC版ステージ2のBGM（Fly High）は削除されている。
- ステージ6のドラムの弾がAC版と異なりフォースフィールドでも防げず当たっただけでミスになる。
- ボスも変更されたものが多い。ステージ2の要塞ヴァリスは2面中ボスという扱いで、その後に本ボス、テトランとの対決になる。テトランは脚が簡略化されている。ステージ3のイントルーダは巨大な頭部だけがFC版専用デザインでの登場となったが、ステージ途中に登場するプラウラーの外見と動きがAC版のイントルーダに近い。ステージ4がギーガ、ステージ5がツタンカームにされ、6面ボスのゼロスフォースはFC版ではビッグアイと呼ばれ、AC版と違い後ろから出現しない他、ヘビ型多関節キャラクターの沙羅曼蛇を従えて登場し、沙羅曼蛇は蒼い弾を降らせてくる。タイトルにある沙羅曼蛇という名前を持った敵が登場したのは、このFC版が唯一といえる[注釈 8]。ボス出現時の背景は、黒1色になる[11]。
- コンティニューが3回まで可能になっており、回数によってエンディングで表示される絵が変化する。ビッグアイを倒し、ノーコンティニューでクリアーするとビックパイパーのパイロットとおぼしき女性が登場する。コンティニュー1, 2回ではビックバイパー、3回ではヘルメットになる。
- エンディングのBGMが少し長い。
- 難易度は前作『グラディウス』よりも格段に上がっており、FCでも高難度シューティングと呼ばれた[2]。
- NESで『LIFEFORCE』のタイトルで発売されたが、こちらはオプションが2つまでしか付かない他、パワーアップゲージがコンパクト化されている[注釈 9]。エンディングでは「KONAMI」のロゴしか表示されない。

#### FC版のアイテム
前述の通り、アイテムは『グラディウス』と同様のパワーカプセルであり、カプセル内の色によって取得した際の効果が異なる。
| カプセルの色     | 取得した際の効果                                                                         |
| ---------------- | ---------------------------------------------------------------------------------------- |
| 赤               | 取得するとパワーアップゲージを点灯させる。もしくは点灯するゲージの箇所を次に移行させる。 |
| 青               | 取得すると画面内の敵機を全滅させる。                                                     |
| 赤と青の交互表示 | 取得すると残機数を1つ追加する。                                                          |

#### FC版のパワーアップゲージ
前述の通り、1Pと2Pでゲージの並びやパワーアップの内容に違いはない。また『グラディウス』と同様に装備できないパワーアップはゲージ内の表記が消える。
なお、ボス戦ではパワーアップゲージが画面内から消滅するが、パワーアップの操作は可能。
| 順番       | 1              | 2        | 3                | 4        | 5          | 6                  |
| ゲージ表記 | SPEED          | MISSILE  | RIPPLE           | LASER    | OPTION     | FORCE              |
| ---------- | -------------- | -------- | ---------------- | -------- | ---------- | ------------------ |
| 内容       | スピードアップ | ミサイル | リップルレーザー | レーザー | オプション | フォースフィールド |

#### FC版のステージ構成
| Stage   | 内容         | 解説 | 使用曲                           | ボス                        |
| ------- | ------------ | --- | -------------------------------- | --------------------------- |
| 1（横） | 細胞         | 惑星生命体と化したラティスの内部。                                                                            | Power of Anger                   | ゴーレム                    |
| 2（縦） | 火山         | AC版の4面に相当。 左右に配置された火山から火山弾が降り注ぐ。                                                  | Starfield                        | ゲート 巡洋艦テトラン       |
| 3（横） | プロミネンス | 生命エネルギーが炎となって噴き出す。ボスのイントルーダは頭部分だけで胴体は見えない。                          | Planet RATIS                     | イントルーダ                |
| 4（縦） | 細胞II       | FCオリジナルステージ。中盤の血管内部は高速スクロール。                                                        | Burn the Wind                    | ギーガ                      |
| 5（横） | 神殿         | FCオリジナルステージ。 前半は『グラディウス』の火山ステージ風、後半は神殿内部へ。                             | Thunderbolt Aircraft Carrier     | クラッシュバム ツタンカーム |
| 6（縦） | 機械都市     | 前半は都市上空。後半は要塞内部。ビッグコアはステージ5のクラッシュバムで代替され、このステージには存在しない。 | Destroy Them All Poison of Snake | 沙羅曼蛇 ビッグアイ         |

#### FC版オリジナル敵キャラクター
ファイアーボール
ステージ3に登場。見た目はファイアープラネットに似ているが、こちらは上下運動を繰り返すのみ。
プラウラー
ステージ3の道中に登場する龍で、自機を追尾し、炎弾も吐いてくる。計4体が登場。
ジェリプ
ステージ4に登場。空中を漂う泡。高速エリアに登場する個体は耐久力が高い。
バムダ
ステージ4に出てくる破壊不能な赤い肉塊で、『ライフフォース』2面の結石にも似ている。ピンク色の空中敵と共に出現したものだけは破壊できる。
タブルス
ステージ4の壁沿いに出てくる赤血球のような敵で、弾を撃ってくる。
ザクロン
ステージ4中盤のツクシのような胞子細胞で、放っておくと割れて耐久力の高い胞子を放出する。
イモ細胞
ステージ4後半の長円形状細胞で、いきなり網の目のような足を生やす。後半には足を出し入れするものも登場。
小骨
ステージ4後半の背骨地帯で降ってくる羊角状の物体。2つに分裂するがその後は破壊不能。
バルガニス
ステージ5の砲台。ステージ2のミサイルとは違い、こちらは通常弾を撃つ。
ムービングストーン
ステージ5前半に登場する浮遊隕石。基本的に破壊不能だが、一部ランダムで破壊できるものがあり、パワーカプセルを落とす。
吊り石
ステージ5の前半に出てくるバウンドする岩石。放っておくと6つに分裂する。
ラッシュ
前作で登場した敵キャラクターで唯一の出演。ステージ5のみに登場し、前作と違い、縦一列に勢揃いしてから突っ込んでくる。耐久力も高め。
ドーム
ラッシュを放出する、岩に偽装した珍しい形状のスクランブルハッチ。
ハッチ
ステージ5途中の浮遊岩石に付いているハッチ。ケピットを放出する。
ビビ
上下対になっており間に破壊不能な赤い弾を絶え間なく吐いている障害物。片方を倒すと弾を吐く頻度が落ちる。
トライアングル
ステージ5後半に出てくる三本足の飛行物体。床と天井に張り付いており、近付くと回転しながら襲ってくる。
壁内砲台
ステージ5後半の遺跡の壁に隠れている砲台。

### MSX版
沙羅曼蛇 (MSX) を参照。

### X68000版
AC版におけるブート時のメモリチェックやクロスハッチ表示、テストモード（裏技を使うことにより可能）まで忠実に移植され、ACからコンシューマー機への忠実移植ブームの火付け役となったとされる。しかし発売当時の純正ハードである10MHzモデルでの動作はやや重く、3面のプロミネンスの表示が特にもたつく。また、1面のBGMに若干の違いがある。開発はSPSで、発売はシャープ。
発表から発売までに当時としては異例なほどの発売延期が繰り返された。後にSPSの担当者が雑誌インタビューにて、「ほぼ完成していたバージョンの出来に納得できず、それまでに作成したすべてのデータを破棄して一から作り直したため」と説明していた。
裏技でBGMだけを聴くことができるが、未完成どころか明らかに曲になっていない物なども存在する。X68030の高速動作モードではBGMが正常に演奏されない他、旧機種互換モード下でもMC68030のキャッシュ機能によるフリーズ頻繁により正常には動作せず不具合を解消するためには有志が作ったパッチソフトを使う必要がある。

### PCエンジン版
静止画の画面写真を見る限りでは、一見オリジナルに忠実な移植作のように見えるが、実際はシステム・ゲーム内容ともにかなりのアレンジが施されており、その内容は大きく異なるものとなっている。
中でも一番の違いは、1人プレイ時に、『グラディウス』と同じ「自機が破壊されると復活ポイントに戻されるシステム」に変更されている点である。
それ以外にも、敵（ザコ・ボス共に）のアルゴリズムなどが大きく異なり、全体を通して、AC版よりもスピードの速い敵が多く（例えば、ステージ1ボスのゴーレムの移動速度や、ステージ2のザコが発射してくる弾の速さなどが顕著である）、ステージ3のプロミネンスの出現パターンもAC版とは全く異なり、アーケード版では可能だったステージ4や6での画面奥へのミサイル投下ができず画面のハッチや壁は破壊できない。それ以外にも、アイテムの出現数・出現位置がかなり違う。また、レーザーも短め。
音楽はオリジナルよりも一部、音程が異なる部分があるが、PCエンジンの内蔵音源の特性からアーケード版よりもMSX版に近い雰囲気になっている。また、PCエンジン版『グラディウス』同様、横スクロール面で画面が上下にスクロールする。タイトル画面とOPの武器説明の箇所には新規にオリジナルのBGMが追加されている。
2007年9月11日よりWiiのバーチャルコンソールで、2010年7月21日よりゲームアーカイブス（発売元:ハドソン、PSP・PS3用）で、2014年10月22日よりWii Uのバーチャルコンソールで配信されたほか、2010年12月20日発売のiOS用ソフト『PC Engine GameBox』に収録されている。また、2013年6月20日よりクラウドゲームとしてG-clusterやひかりTVゲームで利用できた。なお、バーチャルコンソールおよびゲームアーカイブス版では画面が点滅する演出が削除されている。
2020年3月19日にコナミよりAmazon.com専売で、家庭用テレビゲーム機「PCエンジン」の復刻版である『PCエンジン mini』の、海外版である『PC Engine Core Grafx mini』と『TurboGrafx-16 mini』には、プリインストールの58作品の中の1作としてPCエンジン版が収録された（詳細は後述）。

### セガサターン版
「沙羅曼蛇 DELUXE PACK PLUS」として『沙羅曼蛇2』、『ライフフォース』も同時収録され、いずれもほぼ忠実に移植されている。CD-ROM内に開発者によるテキストファイルおよび壁紙が入っている。画面の左右が黒く表示されるARCADE、画面を左右に拡大したARCADE ZOOMの2種類の画面モードを選択可能。ただし、ARCADE ZOOMにしてもスコアの表示はARCADEのままになるので、バランスの悪い画面となる。また、このモードでは元々256ドット×224ラインのグラフィックを320ドット×224ラインに引き伸ばして表示している関係上、画質が低下している。『ライフフォース』も同様。
AC版でレーザーを撃つとちらつく3面のイントルーダーが、ちらつかなくなっている。

### PlayStation版
「沙羅曼蛇 DELUXE PACK PLUS」として『沙羅曼蛇2』、『ライフフォース』も同時収録。いずれもほぼ忠実な移植。こちらはARCADE ZOOMの画面モードしかないが、SS版と違ってスコアも拡大された状態で表示され、画質の低下もない。また、オプションで画面の位置を調整可能。

### 携帯アプリ版
グラフィックこそオリジナルに近いが、「マルチプルの動きが素直で間隔が広い」「縦スクロール面で下にミサイルを撃てない」「壊せる壁がすべて再生する」「ノーミスで進むと3面の炎がたくさん出現する」「ノーミスで4面に進むと1周目で打ち返し弾が発生する」といった違いがある（S!アプリ版で確認）。また、iアプリ版は自機の当たり判定が異様に大きい。一度クリアしたステージはステージセレクトに登録され、好きなステージから開始できる。

### Windows版
i-revoにて、FC版、MSX版、PCエンジン版『沙羅曼蛇』が配信されている。また、プロジェクトEGGにてPCエンジン版が配信されている。

### PlayStation Portable版
DELUXE PACK PLUSにさらに『グラディウス2』と『XEXEX』を加え、合計5作を忠実に収録。詳しくは「沙羅曼蛇 ポータブル」を参照。

### PlayStation 4・Nintendo Switch版
PlayStation 4版は2015年11月27日に、Nintendo Switch版は2020年2月27日にアーケードアーカイブスで配信開始。『沙羅曼蛇』のオリジナルモードに加え、北米版『LIFE FORCE』と日本版『LIFE FORCE』を同時収録。また、ハイスコアモード、キャラバンモードが追加され、オンラインのハイスコアランキングに登録できる。他のアーケードアーカイブス同様に中断セーブに対応。
サンダーミューの画面を激しくフラッシュさせる攻撃の表現がマイルドなものに変更されている。

### アーケードクラシックス アニバーサリーコレクション版
Nintendo Switch、PlayStation 4、Xbox One、Steamの4機種用として、2019年4月18日にリリースされたダウンロード専売ソフト『アーケードクラシックス アニバーサリーコレクション』に収録された版（PS4、Nintendo Switch版はアーケードアーカイブスとは別にリリースされている）。マルチプラットホームソフトのため、仕様は全機種共通になっている。
収録作は本作のほか『グラディウス』・『グラディウスII GOFERの野望』、『ツインビー』、『A-JAX』、『悪魔城ドラキュラ』、『サンダークロス』、『スクランブル』の7作（全てAC版）。

### PCエンジン mini
2020年3月19日にコナミより発売の、家庭用テレビゲーム機「PCエンジン」の復刻版である『PCエンジン mini』の海外版である『PC Engine Core Grafx mini』と『TurboGrafx-16 mini』には、プリインストールの58作品の中の1作としてPCエンジン版が収録された。また、開発会社のＭ2の制作による、一部グラフィックとBGMの改良、アーケードと同様のその場復活の採用、アーケード版で発声していた全ボイスを組み込んだ、よりアーケード版に近い移植の『沙羅曼蛇 near Arcade』も収録されており、裏技の隠しコマンドによりプレイが可能となっている。

## 音楽
本作の音楽は当時まだ音大生だった東野美紀がアルバイトで作曲を担当した。作曲したBGMが次々に没になり、苦し紛れに三連符を多用したところ、多少の批判を受けながらも採用された、という作曲者自身による発言がCDのライナーノーツに記載されている。当時制作しながら没になったいくつかの曲は、翌年発売のライフフォースで使用されたり、X68版ではローディング時のBGMとして採用されたりもした。またPSPソフト『沙羅曼蛇 ポータブル』のギャラリーにはこれらの没曲が収録されている。
音楽演奏にはFM音源チップYM2151が使われており、ステレオ出力されるのも当時は珍しいことだった。マイコンBASICマガジンの1986年11月号、並びに同12月号では、古代祐三がPC-8801mkIISR用に本作使用曲のステレオ演奏実現を試みるプログラムを発表した。これは左右チャンネルを各々別のプログラムとして二台のPC-88に入力し、同時再生させることでサウンドボード搭載の音源、YM2203の出力ポート不足を補う方法を採っていた。元のデータをコンバートしたものではなく、耳コピーであり、音源のスペックが異なるため、再現性については完全ではなかったが、二台の本体を必要とするプログラムとして話題となった。
またタイトルについては（『ライフフォース』で使用されたものも含め）当初は付けられていなかったようで、1986年にアポロン音楽工業から発売された『オリジナル・サウンド・オブ・沙羅曼蛇』では「第1ステージ・サウンド」などとなっている。以下の曲名は1992年に発売された『沙羅曼蛇 -Again-』に基づいている。
| 使用箇所                             | 曲名             |
| ------------------------------------ | ---------------- |
| 1面                                  | Power of Anger   |
| 2面                                  | Fly High         |
| 3面                                  | Planet RATIS     |
| 4面                                  | Starfield        |
| 5面                                  | Burn the Wind    |
| 6面                                  | Destroy Them All |
| ビッグコア                           | Aircraft Carrier |
| ボス                                 | Poison of Snake  |
| オールパターンクリア（エンディング） | Peace Again      |
| ゲームオーバー                       | Crystal Forever  |

## 開発
開発当初、本作は『グラディウス』からの続編である『グラディウスII』となる予定だった。しかし、横スクロールにするか縦スクロールにするか、開発部署で揉めた末に、これらを交互に挿入することになり、システム的にも『グラディウス』と異なる点が多いために、別タイトルになった経緯がある。ゲームのエンディングで敵が惑星から脱出するシーンがあるが、これには製作スタッフが続編の『グラディウスII』を作りたいという意思が込められている。

## スタッフ

### アーケード版
- ゲーム・プログラマー：町口浩康、たけもとみつお、高取利明、みのわいくこ
- ビデオ・グラフィックス：櫻井潤、よしたかみき、ばんどういくこ
- サウンド・エディター：波多野よしあき、東野美紀
- エンジニア：ふるかわやすし

### ファミリーコンピュータ版
- プログラム：梅崎重治、T.DANJO、H.HORI、H.YANAGISAWA
- キャラクター・デザイン：村木摂、吉本陽一、C.OZAWA、J.MARUO
- ミュージック：坂本信也、寺島里恵、前沢秀憲、藤尾敦
- ビジュアル・デザイン：K.SHIMOIDE、N.SATOH
- ディレクター：梅崎重治、村木摂

### PCエンジン版
- プログラマー：橋本和久、徳田典、T.KOU
- グラフィック・デザイナー：R.SHOGAKI、三好威正、H.MORII、末永美華代
- サウンド・デザイナー：村岡一樹
- プロデューサー：永田昭彦

## 評価
アーケード版
- 1991年にそれまで発売されていたアーケードゲーム全てを対象に行われたゲーメスト読者の人気投票によるゲーメストムック『ザ・ベストゲーム』では16位を獲得した[23]。同誌では、「超難度パターンシューティング」、「ステレオサウンド機能付きのオリジナル筐体で販売されていたので、音楽に臨場感があふれていた」、「サウンドもさることながら、グラフィックにも迫力があった。STAGE3の炎の面などは初めて見た時には驚いたものだ」とグラフィックやサウンドに関して絶賛している[23]。

- 1998年にそれまで発売されていたアーケードゲーム全てを対象に行われたゲーメストムック『ザ・ベストゲーム2』では、『名作・秀作・天才的タイトル』と認定された「ザ・ベストゲーム」に選定され、「ステレオサウンド機能搭載の専用筐体で発売され、その臨場感あふれるサウンドやボイスは多くのプレイヤーを魅了した」、「グラフィック面においても、グラディウスより格段に進歩しており、細胞ステージの骨針や、プロミネンスなど、派手でインパクトのある名場面が印象深い」とサウンドやグラフィックに関して肯定的なコメントで紹介されている[24]。

ファミリーコンピュータ版
ゲーム誌『ファミコン通信』のクロスレビューでは合計29点（満40点）、『ファミリーコンピュータMagazine』の読者投票による「ゲーム通信簿」での評価は以下の通り23.48点（満30点）となっている。
| 項目 | キャラクタ | 音楽 | 操作性 | 熱中度 | お買得度 | オリジナリティ | 総合  |
| 得点 | 4.02       | 4.10 | 3.91   | 4.17   | 3.76     | 3.52           | 23.48 |

PCエンジン版
ゲーム誌『ファミコン通信』のクロスレビューでは合計26点（満40点）、『月刊PCエンジン』では95・90・80・85・80の平均86点（満100点）、『マル勝PCエンジン』では8・9・7・8の合計32点（満40点）、『PC Engine FAN』の読者投票による「ゲーム通信簿」での評価は以下の通り22.00点（満30点）となっている。また、この得点はPCエンジン全ソフトの中で160位（485本中、1993年時点）となっている。
| 項目 | キャラクタ | 音楽 | 操作性 | 熱中度 | お買得度 | オリジナリティ | 総合  |
| 得点 | 3.75       | 3.83 | 3.85   | 3.85   | 3.70     | 3.03           | 22.00 |